# Haustür Herrenstraße 17 (Dießen am Ammersee)

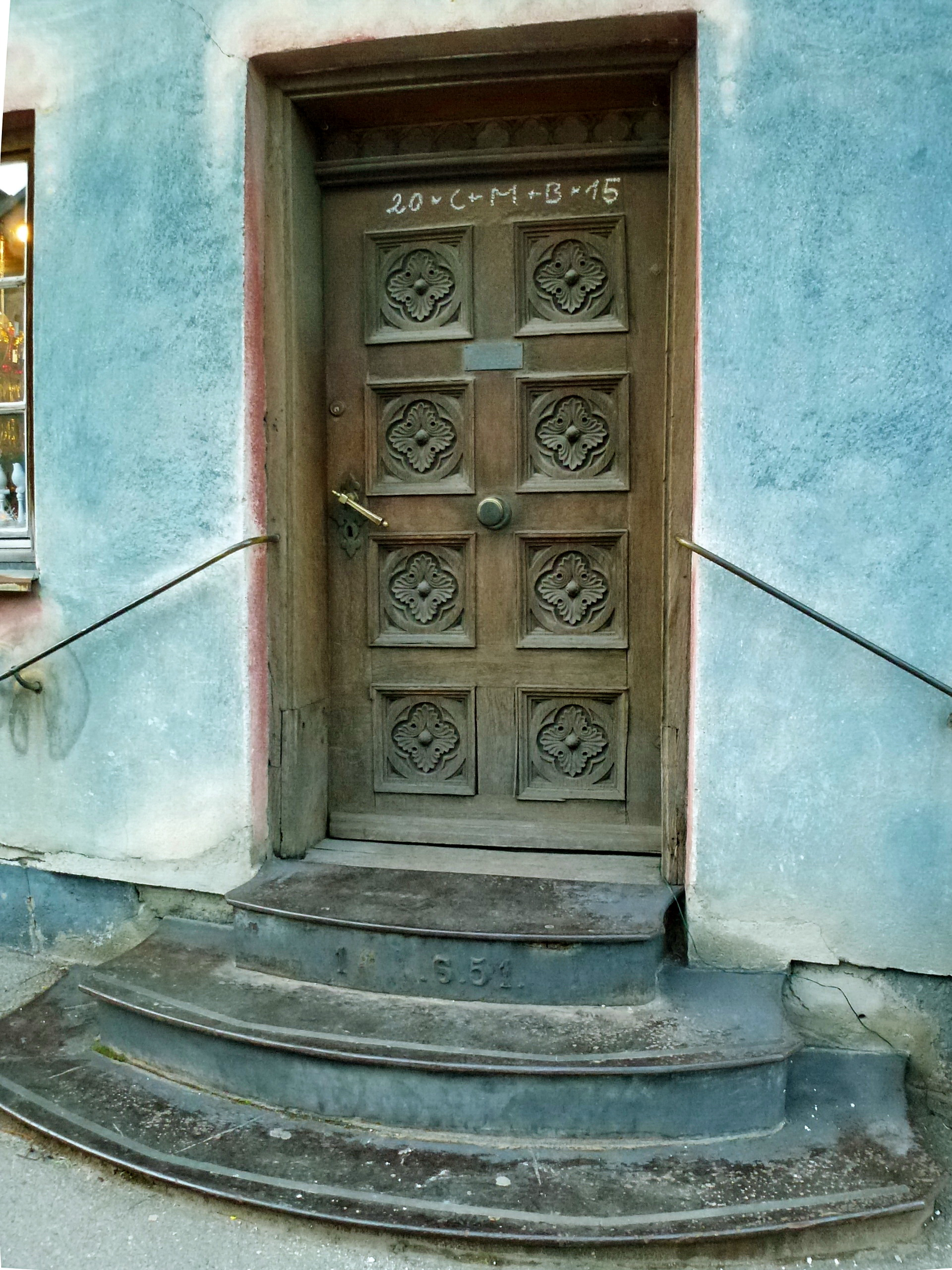
Haustür Herrenstraße 17 in Dießen am Ammersee

Die Haustür Herrenstraße 17 in Dießen am Ammersee, einer Gemeinde im oberbayerischen Landkreis Landsberg am Lech, wurde 1851 geschaffen. Die Haustür des Wohnhauses ist ein geschütztes Baudenkmal.
Die hölzerne Tür mit geschnitztem Dekor in Form von vierpassförmigen Blüten in acht Feldern besitzt ein Oberlicht, dessen Verglasung entfernt wurde. 
An den eisernen Eingangsstufen ist die Jahreszahl 1851 angebracht. 